# Volker Wieker
Volker Wieker, né le 1er mars 1954  à Delmenhorst, est le chef d'État-Major (Generalinspekteur) de la Bundeswehr, les forces armées allemandes.
Étant l’officier au grade le plus élevé de la Bundeswehr, il est le principal conseiller militaire du gouvernement allemand et a la responsabilité de ses opérations militaires.